# Salz auf unserer Haut (Film)
Salz auf unserer Haut (Salt on Our Skin) ist ein kanadisch-französisch-deutsches Filmdrama aus dem Jahr 1992. Regie führte Andrew Birkin, der das Drehbuch gemeinsam mit Bee Gilbert nach dem Roman Les vaisseaux du coeur von Benoîte Groult schrieb.

## Handlung
Die Handlung beginnt Ende der 1950er Jahre. Die in Paris wohnende George McEwan verbringt wie jedes Jahr ihre Ferien in Schottland, wo sie den einer Bauernfamilie entstammenden Gavin näher kennenlernt. Sie verbringen die Nacht gemeinsam am Strand und entdecken erste tiefe Gefühle füreinander.
Ein Jahr später kommt George erneut nach Schottland und trifft den inzwischen verlobten Gavin, mit dem sie nun eine Affäre beginnt. In den nachfolgenden Jahren studiert sie an der Sorbonne. Ihr nur sporadisch von ihr besuchter Liebhaber arbeitet mittlerweile als Fischer. Beide heiraten andere Partner und haben Kinder. George wird später geschieden und zieht nach Kanada. Gavin beteiligt sich in London an den Protesten der schottischen Fischer gegen die Regierungspolitik.
Als Gavin George während eines gemeinsamen Urlaubs in Florida erzählt, dass das Leben als Fischer alles andere als romantisch, sondern rau und hart sei, ermutigt sie ihn dazu, einen anderen Beruf auszuüben. Er jedoch erwidert, sie habe ja immer einen Fischer gewollt – und den habe sie bekommen.
Bei einem letzten Treffen, 30 Jahre nach der ersten Begegnung, eröffnet Gavin seiner Geliebten, dass er ihretwegen eine dringende ärztliche Untersuchung verschoben habe. Kurz danach stirbt er an der Operation, der er sich unterziehen muss, und hinterlässt George einen Abschiedsbrief, in dem er sie als seine einzige große Liebe bezeichnet.

## Kritiken
- Die Zeitschrift Cinema schrieb, der Film sei eine „müde Bestsellerverfilmung vor steriler Postkartenkulisse.“ Das Fazit lautete: „Kunstgewerbliche Erotik-Katastrophe“.[1]

- Auch die Autorin der Romanvorlage, Benoîte Groult, äußerte sich in einem Interview mit der Zeitung Die Zeit enttäuscht:

„Ich habe doch gesehen, was der Regisseur Andrew Birkin aus ‚Salz auf unserer Haut‘ gemacht hat. Er erzählte mir: George, die Pariser Intellektuelle, hätte den Fischer heiraten sollen. Ich sagte zu ihm: Sie haben nichts verstanden. Nur mit Mühe habe ich durchgesetzt, daß keine Hochzeit stattfindet. Trotzdem war George in dem Film nur eine Karikatur, und der Fischer war ein Machoverschnitt. Der Charakter der Frau war dem Regisseur einfach zu stark.“
- Das Lexikon des internationalen Films schreibt:

„Gepflegte Unterhaltung, die ihre Liebesgeschichte effektvoll, wenngleich konventionell erzählt. Andere Aspekte der Vorlage, etwa die soziokulturelle Kluft zwischen den Hauptfiguren, verliert sie darüber jedoch aus den Augen.“

## Hintergründe
Der Film wurde in Glasgow und in einigen anderen Orten in Schottland gedreht. Weitere Drehorte waren Montreal, Paris und die Brit. Virgin Islands. In Deutschland zählte man ca. 889.000 Kinozuschauer.